# Nusa andhraensis
Nusa andhraensis är en tvåvingeart som beskrevs av Joseph och Parui 1999. Nusa andhraensis ingår i släktet Nusa och familjen rovflugor. Inga underarter finns listade i Catalogue of Life.